# غيزيلا بون
غيزيلا بون (ولدت في 22 سبتمبر 1909 بمدينة إلبرفيلد - توفيت في 11 أكتوبر 1996 بمدينة شتوتغارت) كانت صحافية وكاتبة وناشطة بيئية وعالمة ألمانية في مجال البيئة، اشتهرت بإسهاماتها في تحسين العلاقات الهندية الألمانية. كانت مؤلفة للعديد من الكتب، بما في ذلك العديد من الكتب عن الهند، مثل التحدي الهندي والهند والقارات الفرعية ونهرو: مقاربات لرجل دولة وفيلسوف. منحتها حكومة الهند جائزة بادما شري رابع أعلى جائزة مدنية في البلاد في 1990. أسس المجلس الهندي للعلاقات الثقافية (ICCR)، وهو هيئة مستقلة تابعة للحكومة الهندية، جائزة غيزيلا بون، في 1996، لتكريم خدماتها من أجل تعزيز الصداقة الهندية الألمانية.